# Carlos Fernandes (activista)
Carlos Anderson Henriques Fernandes (12 de octubre de 1983 – 26 de febrero de 2024) fue un destacado activista por los derechos LGBT y uno de los fundadores, además de director, de la Asociación Iris Angola, la primera organización reconocida oficialmente, dedicada a la diversidad sexual en el país. Su militancia fue clave en el proceso de despenalización de la homosexualidad en Angola y en la promoción de los derechos de la comunidad LGBT+.

## Biografía
No se conoce en profundidad la carrera de Fernandes antes de su implicación en Iris Angola. Sin embargo, según compartió en su cuenta de Instagram, trabajó en distintos rubros: desde distribución publicitaria en Portugal, pasando por tareas en la construcción en España, hasta la gestión del bar Manda Fama en Luanda.
Junto a Paula Sebastião, otra activista vinculada a Íris Angola, Fernandes ideó la creación de una organización LGBT en 2013, mientras participaban del proyecto PROACTIVO de PSI. Desde sus inicios, la asociación se propuso “construir un futuro en el que las minorías sexuales tengan espacio, voz, participación y derechos dentro de la sociedad angoleña”.
Fernandes, desde la Asociación Iris Angola,  junto con ONUSIDA y otras entidades, desempeñó un rol central en la reforma del Código Penal angoleño, que en 2019 eliminó la criminalización de la homosexualidad y avanzó en el reconocimiento legal de los derechos LGBT+.
En 2021, Fernandes participó en un evento virtual organizado por la embajada de Estados Unidos en Luanda con motivo del mes del orgullo. El encuentro, titulado “Tú estás incluidx”, fue transmitido en vivo y reunió a otras voces del activismo local, como la activista trans Imani da Silva, Liria de Castro (Archivo de Identidad Angolano) y Michel Kouakou (ONUSIDA).
En 2022, colaboró como interlocutor en un proyecto de historia oral impulsado por el GALA Queer Archive y el Archivo de Identidad Angolano, con el objetivo de construir un archivo sobre la vida queer en Angola. Según relató Caio Simões de Araújo, uno de los impulsores del proyecto, antes de fallecer Fernandes estaba desarrollando un documental sobre el activismo LGBT+ en su país.

## Muerte
Fernandes fue hallado sin vida en su domicilio el 26 de febrero de 2024. La causa de su muerte se investiga como un posible homicidio por asfixia. Al momento de reportarse esta información, la investigación sigue abierta. De acuerdo con publicaciones en la página de Facebook de Iris Angola, personas que asistieron a su entierro en el Cementerio de Benfica fueron agredidas.